# Pseudolais pleurotaenia
Pseudolais pleurotaenia är en fiskart som först beskrevs av Sauvage, 1878.  Pseudolais pleurotaenia ingår i släktet Pseudolais och familjen Pangasiidae. IUCN kategoriserar arten globalt som livskraftig. Inga underarter finns listade i Catalogue of Life.